# 黎豆氨酸
黎豆氨酸（英語：Djenkolic acid，Jengkolic acid）是一种含硫非蛋白质氨基酸，是从东南亚植物环臭猴耳环（Archidendron jiringa）的果实（俗称金龟豆）中提取到的一种物质。其结构与胱氨酸类似，但两个硫之间多了一个亚甲基。在每kg干金龟豆中约含有20 g的黎豆氨酸。其他豆科植物种子也报导含有黎豆氨酸，如银合金欢属的Leucaena esculenta（2.2 g/kg）和刺梗楹属的Pithecolobium ondulatum（2.8 g/kg）。 

## 毒性
黎豆氨酸对人体的毒性源自其本身在酸性条件下不溶。在食用金龟豆后，不溶的黎豆氨酸沉淀产生结晶对肾小管和尿路造成机械刺激，在食用后2-4小时内出现腹部不适、腰痛、严重绞痛、恶心、呕吐、排尿困难、寡尿、肉眼可见的血尿等症状。在中毒的患者的尿液中发现有红细胞、上皮细胞、蛋白质和针状黎豆氨酸晶体。黎豆氨酸也可导致尿结石，对于幼儿，据报道其还会导致生殖器疼痛肿胀。
治疗黎豆氨酸中毒需要补充水分以增加尿量，并用碳酸氢钠碱化尿液。此外，在食用金龟豆前可沸煮金龟豆去除黎豆氨酸。

## 发现和合成
黎豆氨酸由Van Veen和Hyman在1933年发现，他们从食用了金龟豆并出现中毒症状的爪哇岛土著人的尿液中分离出黎豆氨酸。随后，他们用氢氧化钡在30°C下长时间处理金龟豆并分离出黎豆氨酸晶体。
Du Vigneaud和Patterson通过利用在液氨中把二氯甲烷与2 mol L-半胱氨酸缩合得到了黎豆氨酸。随后Armstrong和du Vigneaud在强酸溶液中将1 mol甲醛与2 molL-半胱氨酸反应直接得到了黎豆氨酸。